# Broken - Una vita spezzata
Broken - Una vita spezzata (Broken) è un film del 2012 diretto da Rufus Norris, tratto dall'omonimo romanzo di Daniel Clay.

## Trama
Emily "Skunk" Cunningham è una bambina undicenne, malata di diabete, che vive a Hedge End, quartiere periferico di Londra, con il padre Archie, il fratello Jed e la ragazza alla pari Kasia, fidanzata con Mike, insegnante della stessa Emily.
La piccola Skunk nei suoi ultimi giorni di vacanza estiva rimane traumatizzata nel vedere il suo vicino di casa Rick "Broken" Buckley venire aggredito violentemente da Bob Oswald. La ragazzina deve affrontare il bullismo da parte di Susan e Sunrise Oswald, nonché i problemi di coppia tra Kasia e Mike.
Le cose peggiorano quando Kasia confessa a Mike di avere una relazione segreta con Archie; Dillon, un quindicenne vagabondo con il quale Skunk aveva iniziato una innocente relazione, deve trasferirsi altrove con la famiglia; Mike viene quindi brutalmente aggredito da Bob Oswald davanti a Skunk e all'intera classe, sempre a causa di una falsità riferita da Susan al padre.
Skunk va segretamente a far visita a Rick e scopre che il ragazzo, affetto da schizofrenia, ha ucciso la madre e ridotto in fin di vita il padre. Tentando di tornare a casa viene bloccata da Rick nella sua stanza; nel frattempo Archie e la famiglia si mettono alla disperata ricerca della figlia, che ha urgente bisogno di medicinali per il diabete.
Skunk, imprigionata nella camera da letto di Rick, ha una crisi dovuta alla mancanza della terapia, sotto gli occhi di Rick. Viene però salvata da Bob Oswald che riesce a chiamare i soccorsi.